# 別府温泉観光産業大博覧会
別府温泉観光産業大博覧会（べっぷおんせんかんこうさんぎょうだいはくらんかい）は、1957年（昭和32年）3月20日から5月20日までの60日間にわたって、大分県別府市で開催された博覧会である。テーマは「観光と温泉」。

## 概要
九州横断道路の着工を記念して開催された展覧会で、別府競馬場跡地（現在の野口原総合運動場）を会場として開催された。50に及ぶ施設・パビリオンが建設され、初日の来場者は1万人を記録。期間中の合計では約80万人が来場した。
別府タワーは、この博覧会の目玉施設として企画されたが、資金繰りの関係から開幕には間に合わず、完成したのは閉幕直前の5月10日であった。
なお、この博覧会の利権を巡って、大分県内の暴力団石井組と井田組とが別府抗争（別府事件）と呼ばれる大規模な抗争事件を引き起こした。この抗争の過程では、別府市議殺害事件や新聞社襲撃事件が発生して、大きな社会問題となり、凶器準備集合罪新設の契機のひとつとなった。